# Central-Kaufhaus

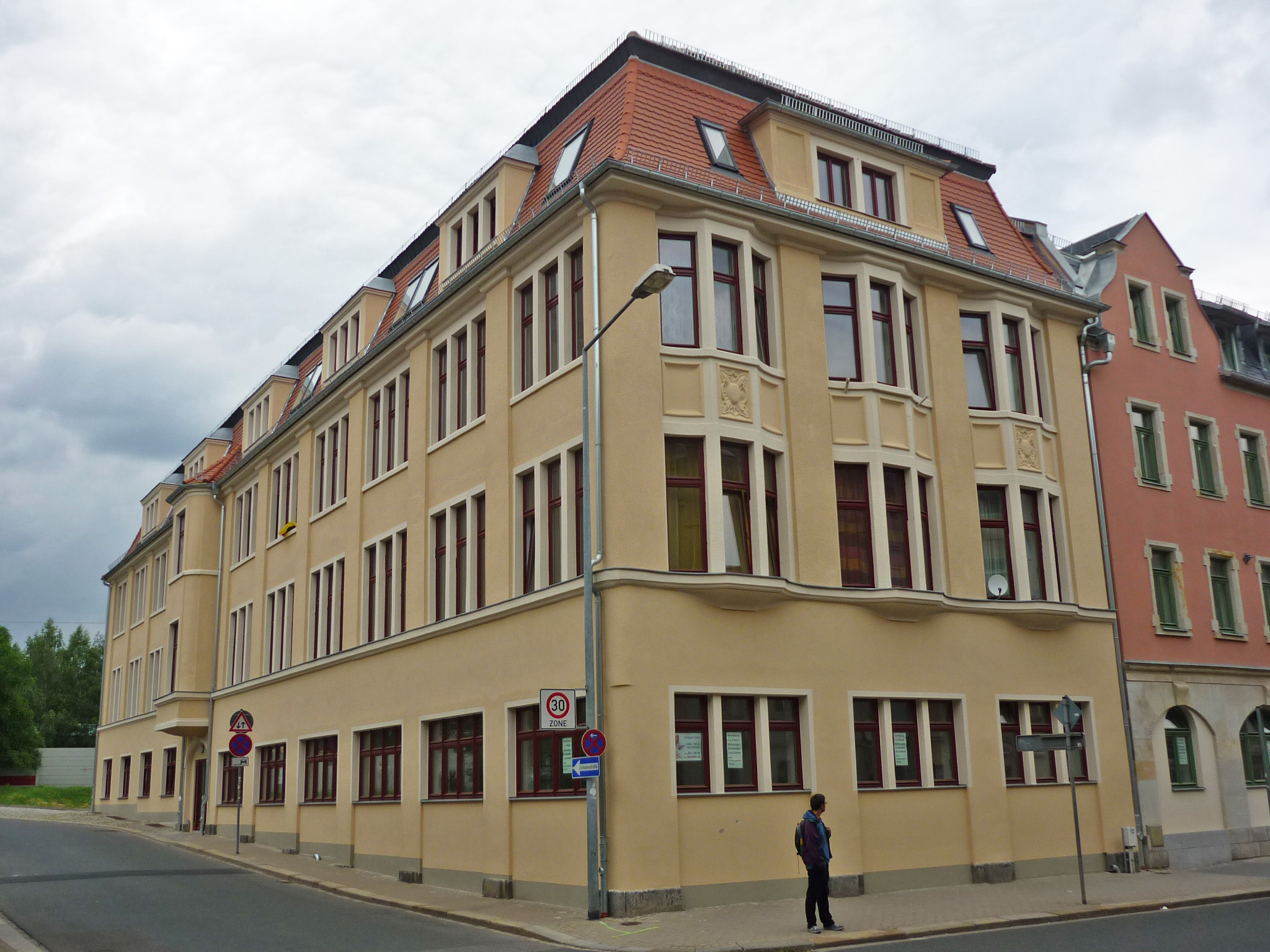
Ehemaliges Central-Kaufhaus; im Erdgeschoss wurden die Schaufenster umgebaut

Das ehemalige Central-Kaufhaus ist ein denkmalgeschütztes Wohnhaus auf der Dresdner Straße 52 im Freitaler Stadtteil Potschappel. Es befindet sich an der Dresdner Straße unweit des Bahnhofes.

## Beschreibung
Das ehemalige Kaufhaus ist ein viergeschossiger Eckbau in Ecklage der Dresdner Straße und der Straße „Am Bahnhof“. Es ist Bestandteil einer Häuserzeile entlang der Dresdner Straße und erstreckt sich von dort bis kurz vor die Bahnstrecke Dresden–Werdau. Das Gebäude bildet damit auch den westlichen Abschluss des Innenhofes zwischen den Gebäuden der Dresdner Straße 40–52 auf dieser Straßenseite. Nur wenige Meter weiter befindet sich das Rathaus Potschappel. Das ehemalige Central-Kaufhaus führt die Adresse Dresdner Straße 52 und ist wegen seiner ortshistorischen und architektonischen Bedeutung als eines der Potschappler Kulturdenkmale ausgewiesen.

## Geschichte
Im Jahr 1907 erwarb der 1883 bei Marienbad geborene Alois Eckstein ein altes Gebäude in Ecklage in Potschappel, um dort ein eigenes Kaufhaus zu eröffnen. Zuvor war Eckstein in Dresden als Angestellter tätig. Sein Geschäft eröffnete am 27. September 1907 und bot eine weite Palette an Waren an. Da bisher nur wenige große Einkaufsmöglichkeiten für die wachsende Bevölkerung des Döhlener Beckens bestanden, erwirtschaftete Eckstein schnell große Gewinne, sodass er ab Juni 1913 ein repräsentativeres und größeres Gebäude errichten ließ. Das alte Kaufhaus wurde zunächst abgerissen, im Dezember folgte die Eröffnung des „Central-Kaufhauses“ im Neubau. Dieses erstreckte sich über mehrere Etagen und bot noch zum Weihnachtsgeschäft Geschenkartikel aller Art an.
Während des Ersten Weltkrieges wurde Eckstein zum Wehrdienst einberufen, in dieser Zeit führte seine Frau die Geschäfte. Nach 1924 verbesserte sich die unter anderem durch die Inflation Anfang des Jahrzehnts mäßige Geschäftssituation wieder, Eckstein hatte bis zu 45 Angestellte. Mit Machtantritt der Nationalsozialisten musste die jüdische Familie Eckstein bald aus Deutschland fliehen. Das Kaufhaus wurde von Herbert Dahl übernommen. Nach Ende des Zweiten Weltkriegs übernahm die HO das Gebäude, eröffnete im Januar 1949 ein Geschäft und 1952 das „HO-Kaufhaus Magnet“. Zuvor wurden am Haus Anbauten in Richtung der Bahnanlagen vorgenommen.
Nach der Wende betrieb die Handelskette NKD von 1990 bis 2001 ein Geschäft im ehemaligen Central-Kaufhaus, danach stand der Komplex leer. Ein Konzept, das Gebäude und die Nachbarbauten für altersgerechte Wohnungen zu nutzen, scheiterte 2012 an den hohen Sanierungskosten. Ab dem Frühjahr 2013 begann dann doch eine Sanierung mit verändertem Konzept, das die Einrichtung von Wohnungen vorsah. Da an der Dresdner Straße ein hoher Leerstand an Ladenflächen besteht, wurden diese bis Anfang 2014 ebenfalls zu Wohnraum umgewandelt.
Vor dem Gebäude wurden im Mai 2022 die ersten Stolpersteine in Freital zum Andenken an das Ehepaar Eckstein verlegt.